# Alta mar

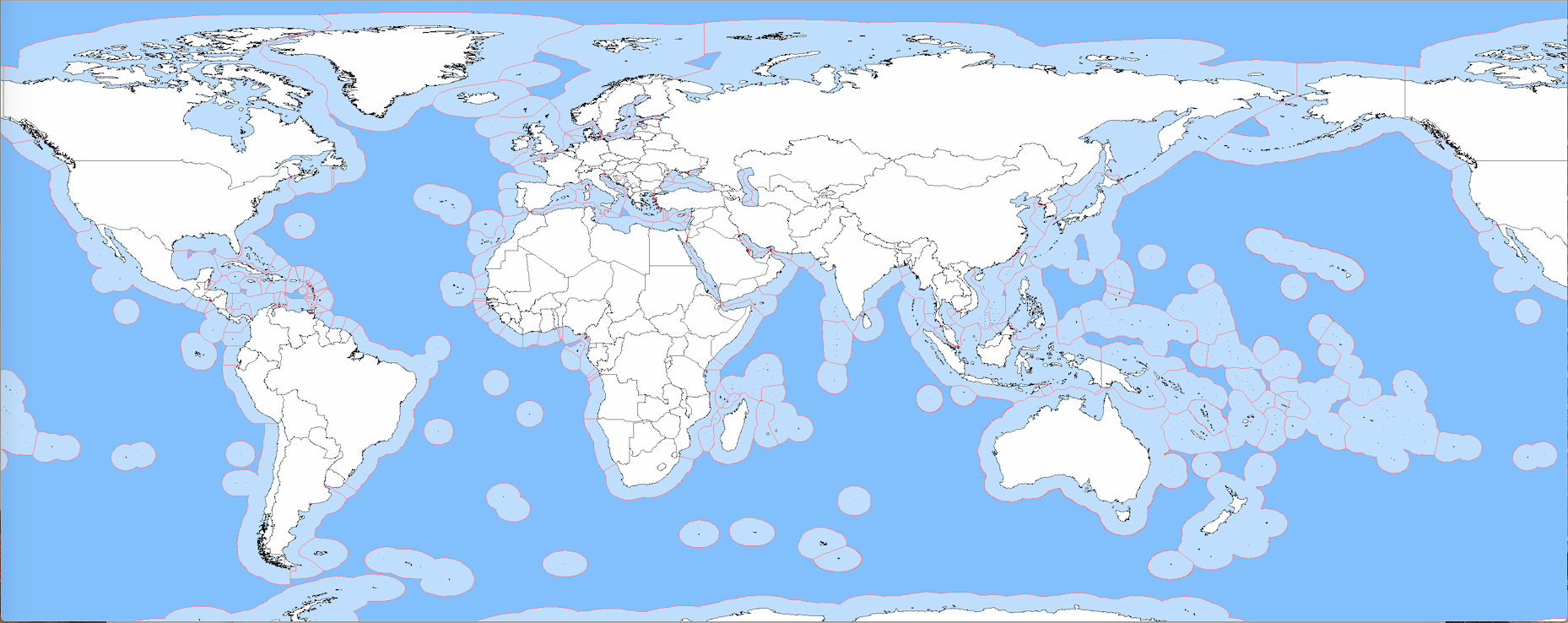
Les aigües internacionals són les zones que es mostren en blau fosc en aquest mapa, és a dir, fora de les zones econòmiques exclusives que estan en blau clar.

Les diverses zones marítimes d'acord amb la Convenció del Mar

L'alta mar és, d'acord amb el que s'estableix en l'article 1 del Conveni de Ginebra de 1958, tota aquella part del mar que no formi part del mar territorial o de les aigües interiors. Es tracta doncs d'aigües no sotmeses a la sobirania de cap estat, per la qual cosa també reben el nom d'aigües internacionals.

## Règim jurídic de l'alta mar
El règim jurídic de l'alta mar es caracteritza per l'observància de diversos principis: el principi de llibertat del mar, el principi d'igualtat d'ús, el principi de no-interferència i el principi de submissió al dret internacional.
Aquests principis queden articulats al Conveni de 1958 a través de la proclamació de quatre llibertats de l'alta mar, que es recullen a l'article 2 i són: la llibertat de navegació, la llibertat de pesca, la llibertat de sobrevol i la llibertat d'estendre canonades i cables submarins.
Aquesta enumeració no és pas un numerus clausus, atès que es poden concedir més llibertats. Així, l'article 87 de la Convenció de 1982 introdueix la llibertat de construcció d'illes artificials i la llibertat d'investigació científica.
De totes aquestes llibertats la més important és la de navegació. L'única exigència és que els vaixells portin la bandera d'un estat. La bandera o pavelló és el lligam entre el vaixell i l'estat, i justifica l'exercici de la competència d'aquest últim sobre el primer.
La llibertat de navegació, però, té una sèrie de limitacions en què la intervenció de l'estat costaner està permesa. Una d'elles és la pirateria; la Convenció de 1982 defineix la pirateria i estableix el dret a reprimir-la. L'estat costaner també pot intervenir per reprimir altres «pràctiques odioses»; aquesta limitació, prevista inicialment per a combatre el comerç d'esclaus, avui dia es reconeix convencionalment per anar en contra del tràfic de drogues. Un altre dret de l'estat costaner és el persecució; segons aquest dret, els estats poden perseguir els delictes que s'han comès dins les seves aigües.

### La pesca a l'alta mar
El dret a la llibertat de pesca està enunciat a l'article 2 del Conveni sobre l'alta mar i al Conveni de Ginebra sobre pesca i conservació dels recursos vius de l'alta mar de 1958.